# Sloten (Frisia)

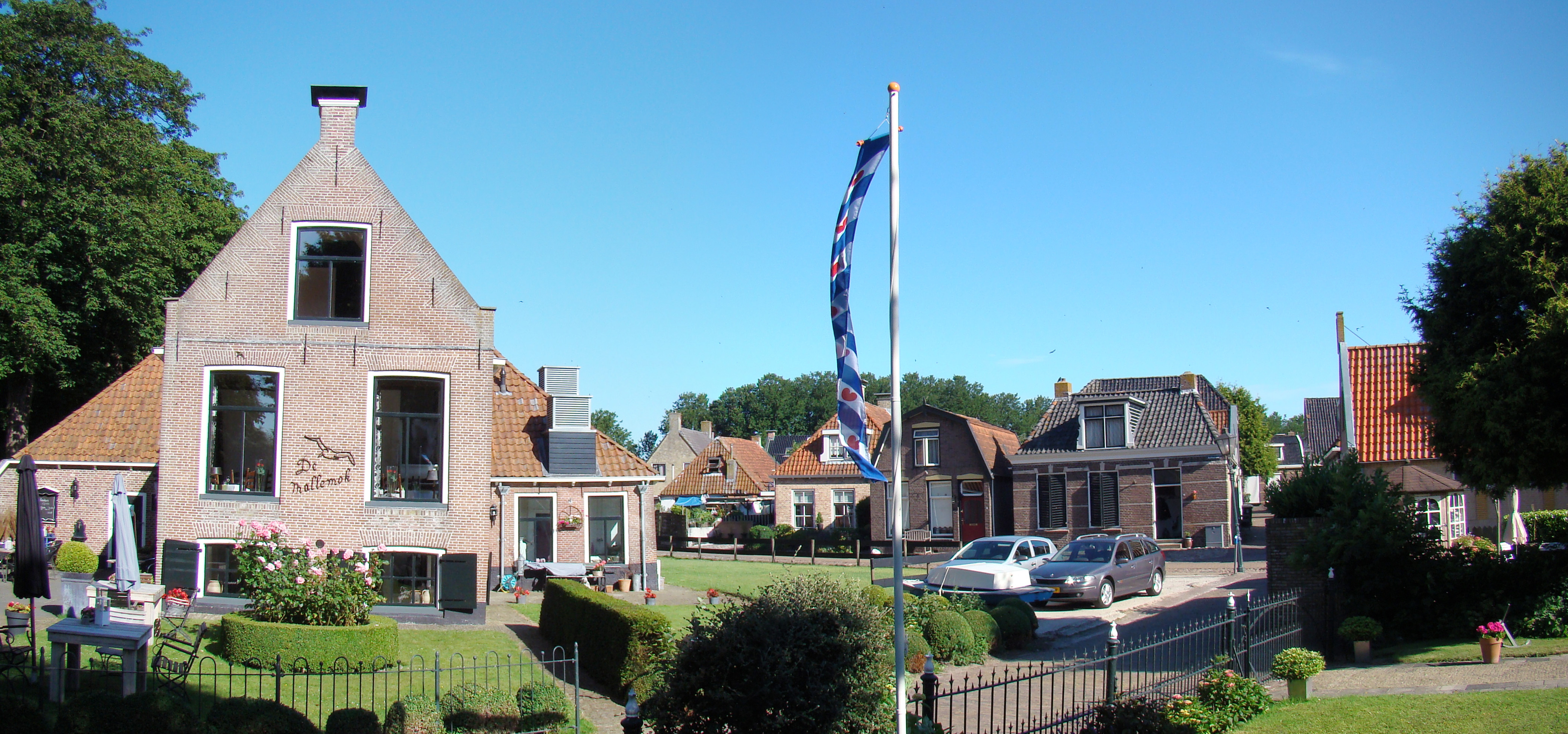
Frisia (Paesi Bassi): panorama di Sloten

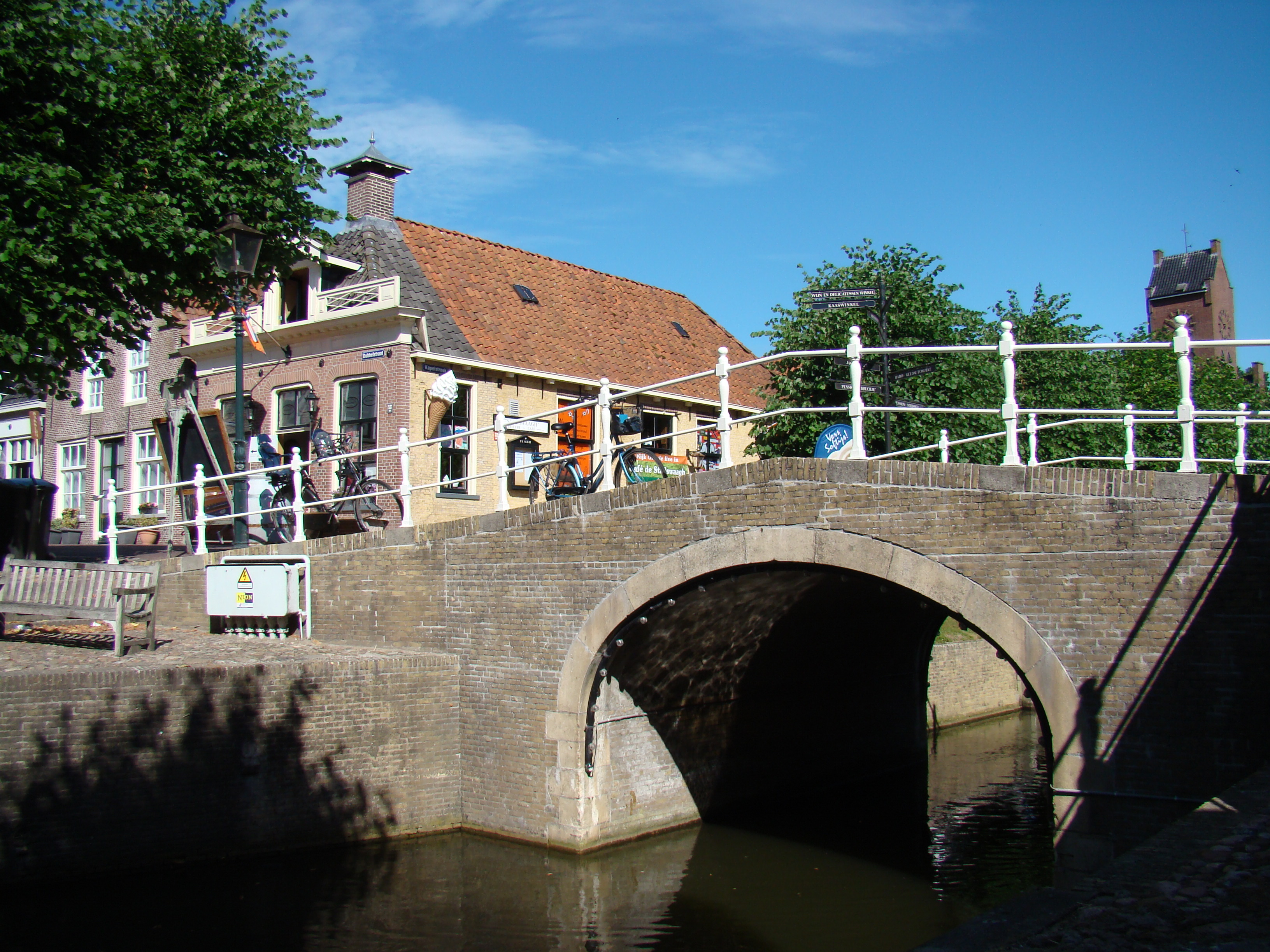
Tipico panorama di Sloten

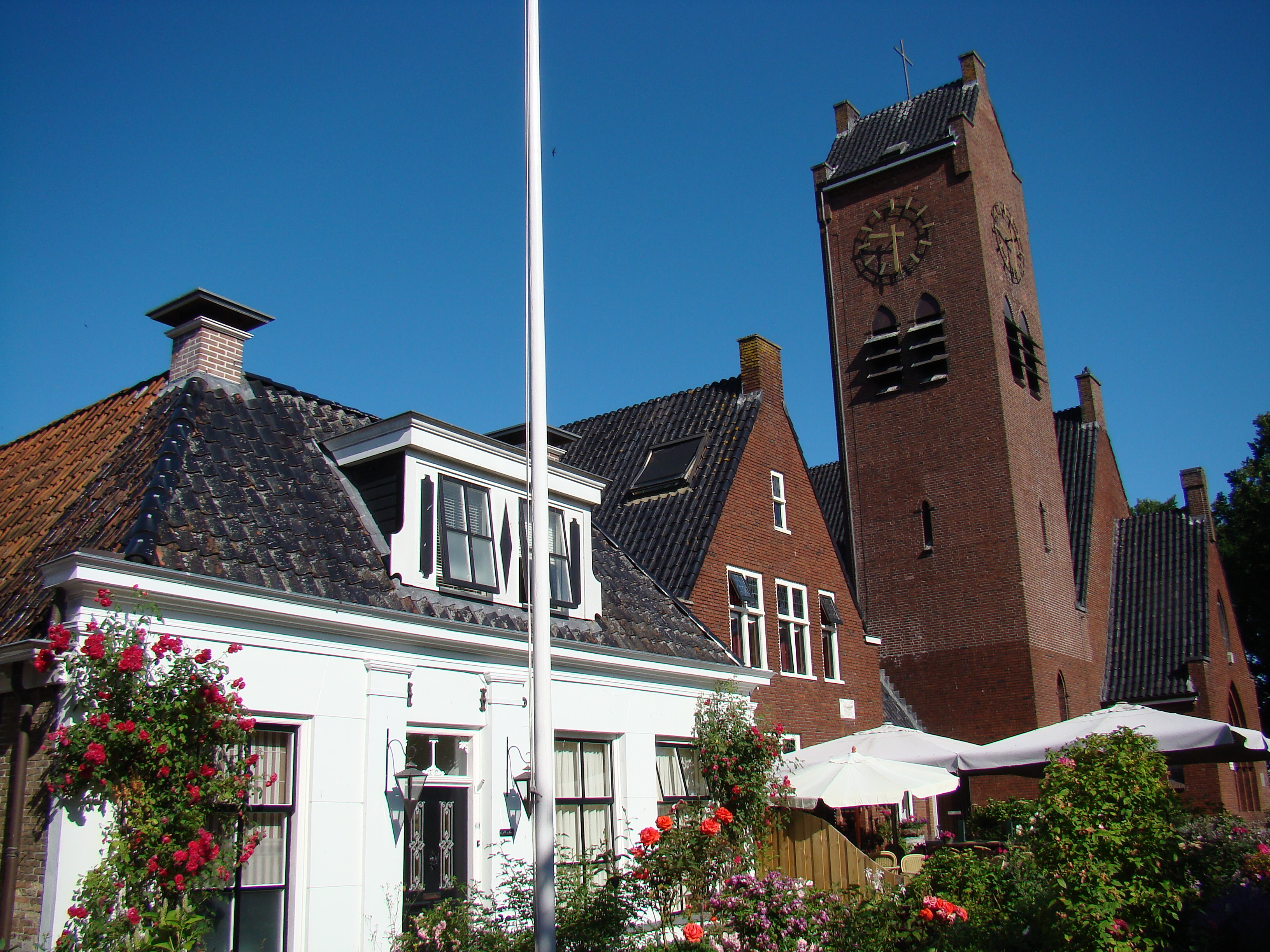
Edifici di Sloten

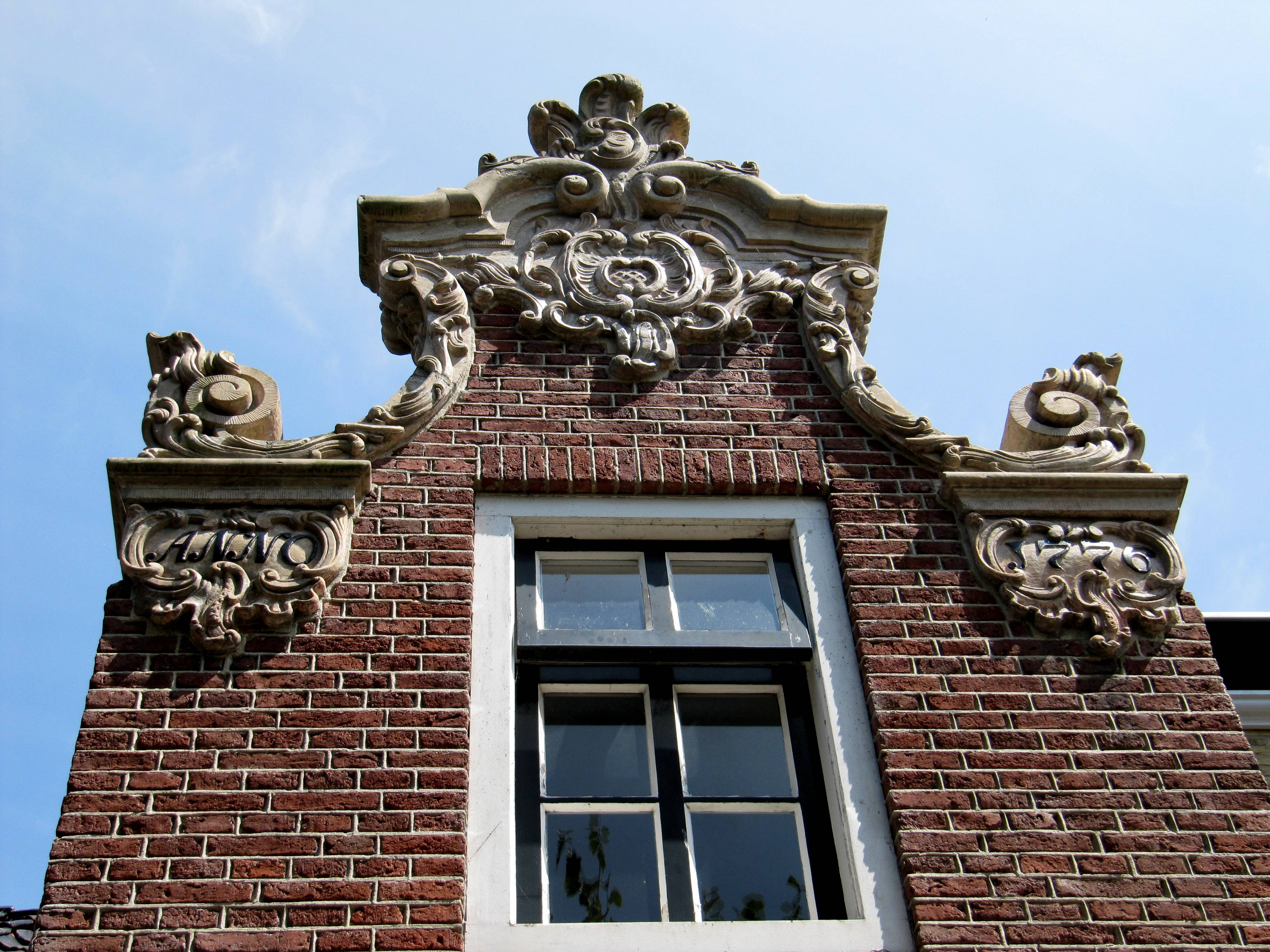
Edificio classificato come rijksmonument a Sloten

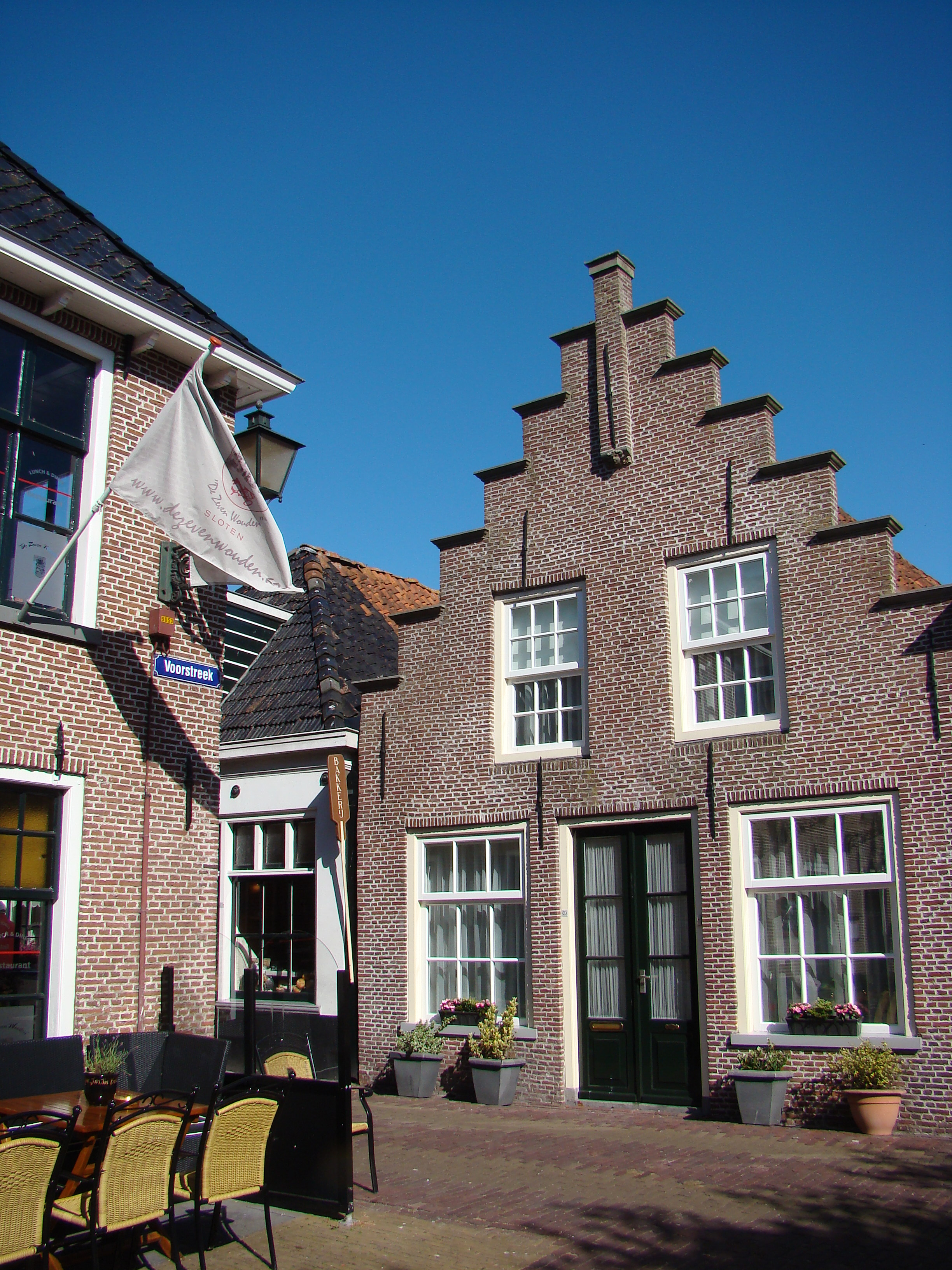
Sloten: edificio classificato come rijksmonument nella Dubbelstraat

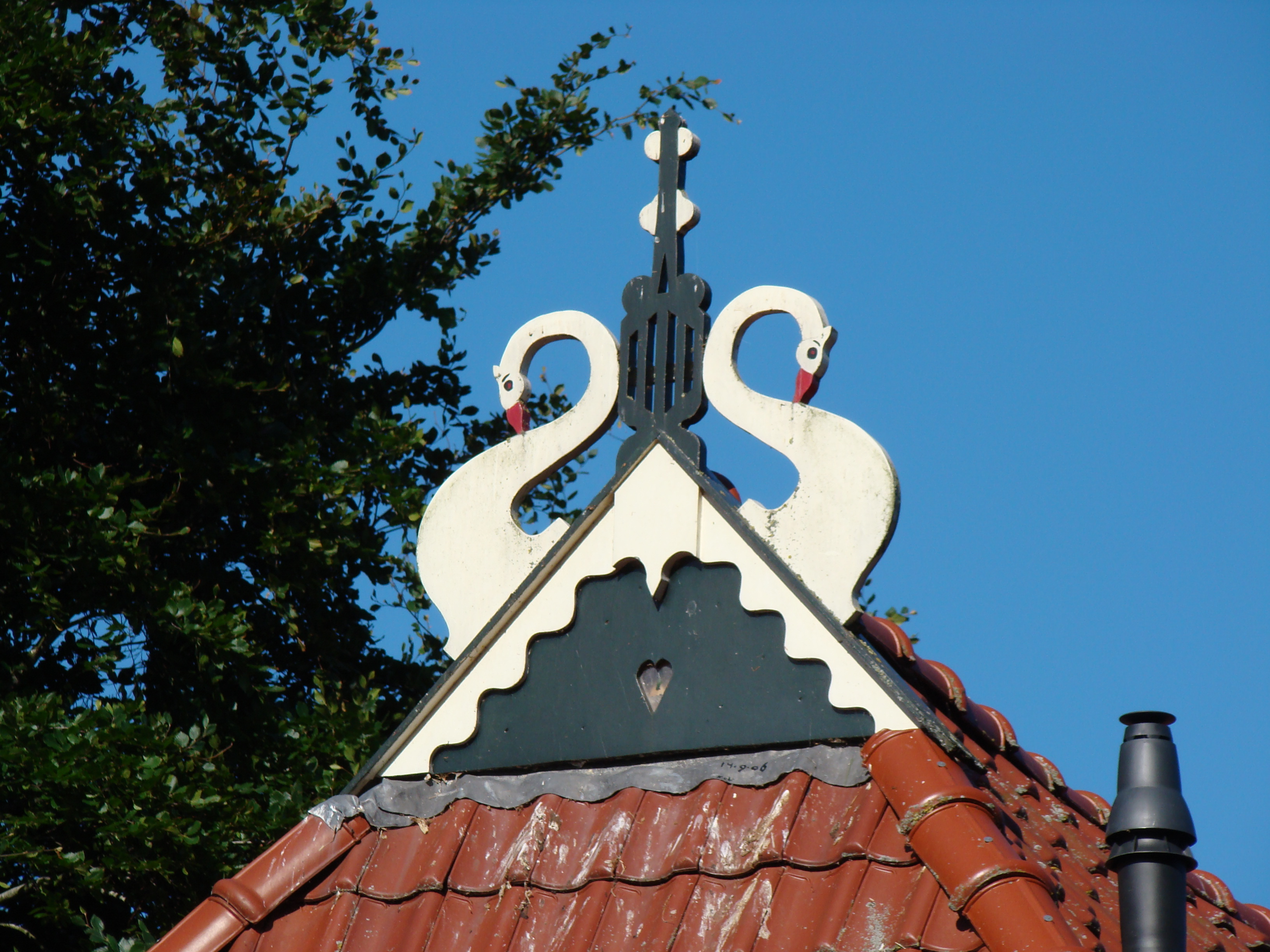
Ornamento del tetto di un edificio a Sloten

Sloten  (in frisone: Sleat) è una cittadina di circa 700 abitanti della provincia della Frisia, nel nord-est dei Paesi Bassi, situata sulla sponda sud-orientale del lago di Sloten (Slotermeer); dal punto di vista amministrativo, si tratta di un ex-comune, inglobato dal 1984 alla municipalità di Gaasterland-Sloten e successivamente (dal 2014) alla municipalità di De Fryske Marren/De Friese Meren. Fa parte delle cosiddette "undici città frisoni" ed è considerata non solo la città più piccola della Frisia, ma anche degli interi Paesi Bassi (secondo alcuni anche del mondo).
Progettata dall'ingegnere militare frisone Menno van Coehoorn, la cittadina, che conobbe il suo periodo di massimo sviluppo tra il XVII e il XVIII secolo, è definita, dal punto di vista architettonico, "la città ideale". Storicamente, rappresentava un punto d'accesso allo Zuiderzee per la città di Sneek.

## Etimologia
Il toponimo Sloten/Sleat, attestato anche come Grootsloot e Sleate, significa letteralmente "insediamento nei pressi di un fossato (in olandese sloot).

## Geografia fisica

### Collocazione
Sloten è situata nell'estremità sud-occidentale della Frisia, a pochi chilometri dalla costa e a nord-est della regione del Gaasterland. Si trova inoltre a circa 20 km a sud di Sneek.

## Storia
Sloten fu fondata nel XIII secolo da un ramo della famiglia Van Harinxma.
In un documento datato 30 agosto 1426, fu assegnato a Sloten lo status di città.
|  |

Nel 1523, fu l'ultimo baluardo della Frisia ad entrare nei possedimenti dei conti d'Olanda.
Nel corso della guerra degli ottant'anni, Sloten ricopriva una posizione chiave dal punto di vista strategico e, per questo motivo, gli Spagnoli tentarono di conquistarla.
Nel 1840, il comune di Sloten contava 886 abitanti e 166 edifici.
Il 1º gennaio 1984 Sloten cessò di essere un comune indipendente.

## Stemma
Lo stemma dell'ex-comune di Sloten reca la figura di un castello con due chiavi ai lati del tetto.

## Architettura

### Edifici e luoghi d'interesse
L'architettura cittadina si presenta come un insieme di canali, argini e porte sull'acqua, con vari edifici con frontone a gradini. Molti edifici recano formelle con lo stemma cittadino.
La città vanta 50 edifici classificati come rijksmonumenten.

#### Museum Stedhûs Sleat
Il Museum Stedhûs Sleat è un museo ubicato nell'antico municipio, un edificio risalente al 1759.
Il museo ospita, tra l'altro, una collezione di lanterne d'epoca, abiti, copricapi e ventagli.

#### Mulino De Kaai
Il mulino De Kaai è un edificio risalente al 1756.
|  |  |

## Feste ed eventi
- Sipelsneon, fiera annuale[3]
- Historisch Kijkspel, che si tiene ogni tre anni in giugno[3]
- Elfstedentocht[9]

## Sport
- VV Sleat, squadra di calcio[10]